# Bernardus Croon
Bernardus Hermanus Croon (Amsterdam, 11 de maig de 1886 – Amsterdam, 30 de gener de 1960) va ser un remer neerlandès que va competir a començaments del segle xx.
El 1908 va prendre part en els Jocs Olímpics de Londres, on guanyà la medalla de bronze en la prova del quatre sense timoner del programa de rem.